# Congo français
Pour les articles homonymes, voir Congo et Moyen-Congo.
1882 – 1910 (28 ans)
Entités précédentes :
- Royaume Tio
- Royaume du Kanem-Bornou
- Royaume du Kongo

Entités suivantes :
- Afrique-Équatoriale française
- Kamerun

Le Congo français (ou Moyen-Congo à partir de 1903) était une colonie créée en 1882 et composée des territoires qui recouvrent les actuels républiques du Congo, Gabon, Tchad (à partir de 1900) et Centrafrique (à partir de 1903) jusqu’en 1906, puis uniquement l'actuel Congo-Brazzaville. Sa capitale était Libreville jusqu'en 1904, puis Brazzaville.

## Création
La loi française du 30 novembre 1882, approuve les traité et acte signés, les 10 septembre et 3 octobre 1880, entre Pierre Savorgnan de Brazza, enseigne de vaisseau, et le roi Illoy Ier, Makoko, suzerain des Batekès (ou Tékés).

## Commissaires
En 1883, est créé pour Savorgnan de Brazza un commissariat du gouvernement dans l’ouest africain.
Ce commissariat est transformé en 1886 en un commissariat général au Congo dont relève un lieutenant-gouverneur pour le Gabon.
Le commissariat général est créé par le décret du 11 décembre 1888 qui réunit les établissements du Gabon aux Territoires du Congo, sous l'autorité du commissaire général du Gouvernement au Congo. Le décret du 30 avril 1891 donne le nom de Congo français aux possessions du centre africain.
- En 1893, Léon Isidore Molinos (1828-1914), est nommé administrateur de la Société d'études et d'exploitation du Congo français
- Pierre Savorgnan de Brazza est le premier commissaire général au Congo français, jusqu'en 1897,
- Henri Félix de Lamothe a succédé à Savorgnan de Brazza du 28 septembre 1897 au 28 avril 1900.
- Louis Albert Grodet, commissaire général du Congo français de 1900 à 1904,
- Émile Gentil, commissaire général du Congo français du 21 janvier 1904 au 28 juin 1908,
- Martial Henri Merlin, commissaire général en 1908, puis gouverneur général jusqu'en 1917.

## Évolution

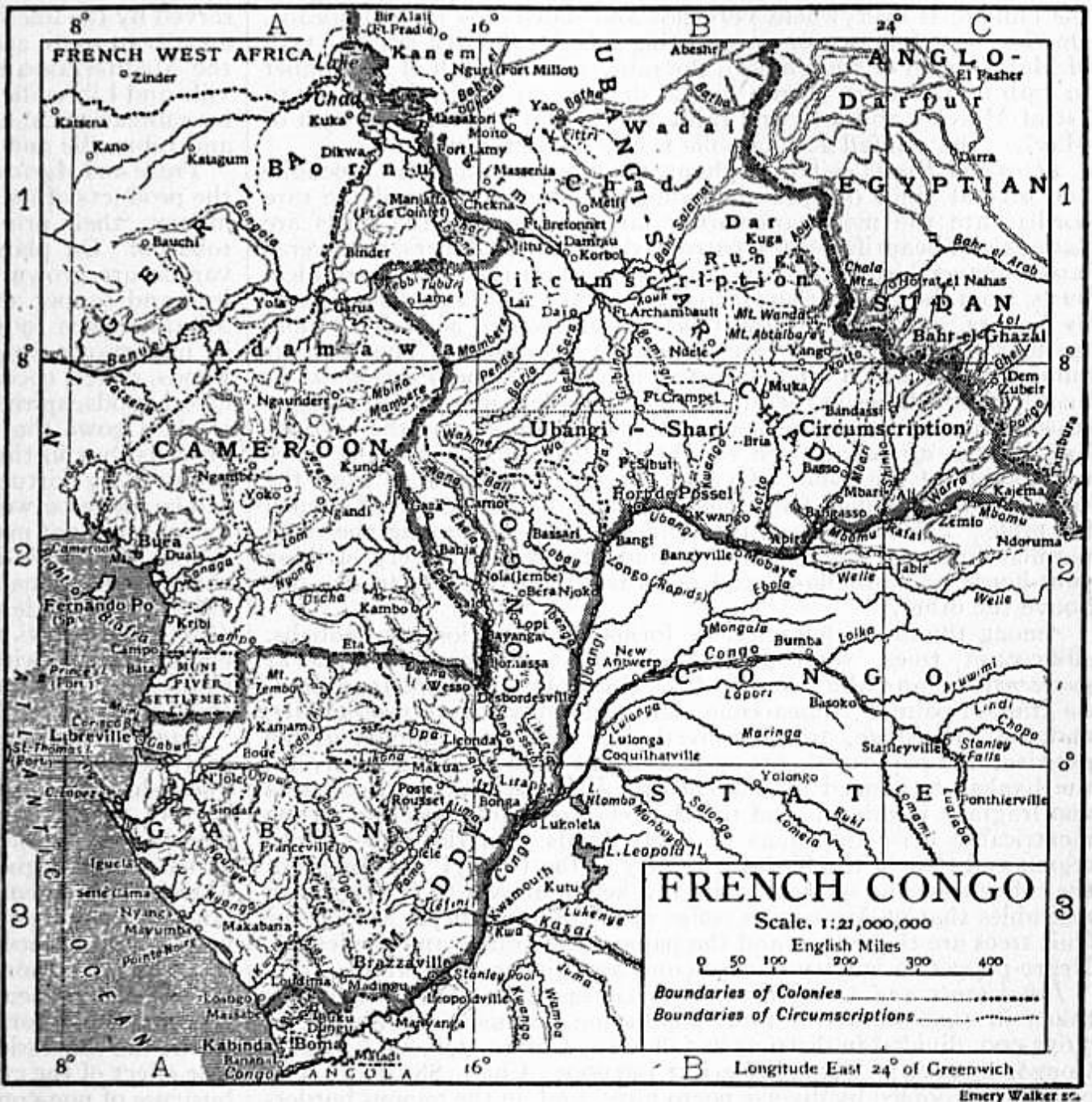
Le Congo français en 1911.

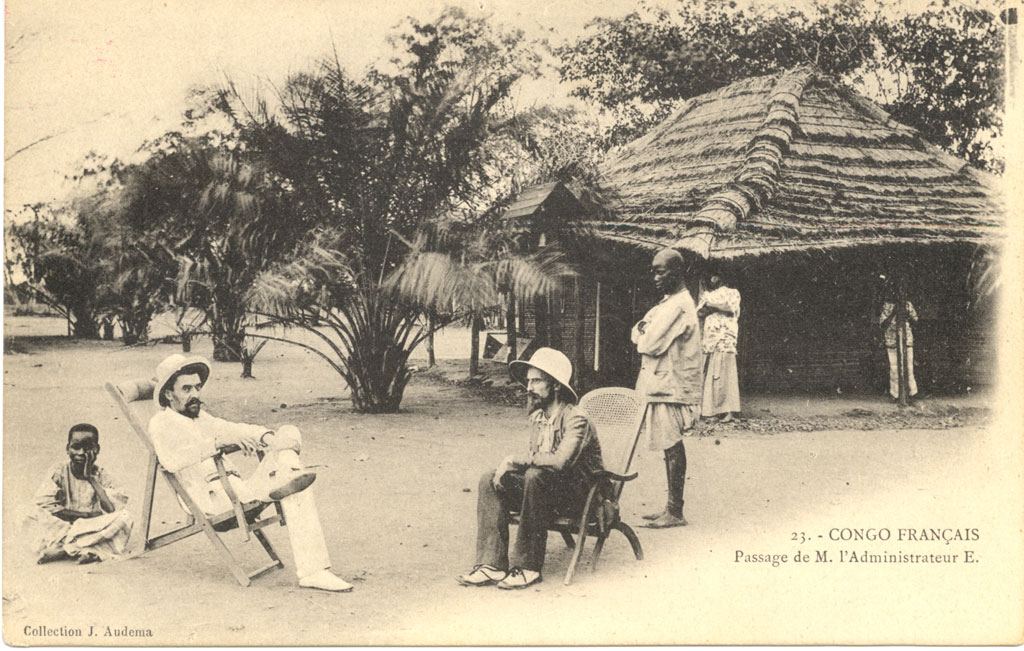
« Congo français : Passage de M. l'Administrateur E. » (1905).

Aux termes du décret du 29 décembre 1903, « portant organisation du Congo français et dépendances », le commissariat général comprend :
- la colonie du Gabon ;
- la colonie du Moyen-Congo ;
- le territoire de l'Oubangui-Chari ;
- le territoire du Tchad.

En 1906, la France découpe cette colonie en deux :
- le Gabon, avec comme capitale Libreville ;
- le Moyen-Congo, avec comme capitale Brazzaville.

Le commissariat général au Congo devient le gouvernement général du Congo français en 1909.

## Substitution du gouvernement général de l'Afrique équatoriale française
Le décret du 15 janvier 1910, portant création du gouvernement général de l'Afrique équatoriale française, substitue celui-ci au gouvernement général du Congo français.
En 1911, à la suite de la seconde crise du Maroc, la France cède, après un compromis avec l'Allemagne signé à Fès, la partie nord du Congo, qui sera rattachée au Cameroun allemand. Cette bande de territoire est récupérée durant la Première Guerre mondiale en 1914-1915.